# Henry Gilroy
Henry Gilroy (novembre 1976) è uno sceneggiatore e produttore cinematografico statunitense.
Ha lavorato per la televisione, il cinema e i fumetti.

## Biografia
Sebbene il suo primo lavoro sia la serie della Warner Bros., I favolosi Tiny, Gilroy parteciperà a diverse serie Disney, come Timon e Pumbaa, Lilo & Stitch e House of Mouse - Il Topoclub.
Nel 2001, in collaborazione con Ronnie del Carmen, Gilroy scrive la miniserie crossover di quattro numero Joker / Mask, in cui si incontrano i due personaggi della Dark Horse Comics e della DC Comics, per poi prendere parte all'importante progetto televisivo Star Wars: Clone Wars, di cui è co-creatore, insieme a Genndy Tartakovsky.
La serie lo farà notare a George Lucas, che gli affida lo spin-off fumettistico dello show e lo richiama nel 2008 per scrivere alcuni episodi di Star Wars: The Clone Wars. Sempre nel 2008, Gilroy scrive la sceneggiatura del prequel della serie, su soggetto dello stesso Lucas.

## Filmografia

### Sceneggiatore

#### Televisione
- I favolosi Tiny (1990-1991)
- Batman (1992)
- Timon & Pumbaa (1995-1999)
- House of Mouse - Il Topoclub (2001-2004)
- Lilo & Stitch (2003)
- Star Wars: Clone Wars (2003-2005)
- Transformers: Animated (2008)
- Star Wars: The Clone Wars (2008-2012)
- Star Wars Rebels (2014-2018)

#### Cinema
- Atlantis - Il ritorno di Milo (2003)
- Bionicle: Mask of Light (2003)
- Star Wars: The Clone Wars (2008)

## Fumetti
- Star Wars: Episodio I - La minaccia fantasma (1999)
- Star Wars: Episodio II - L'attacco dei cloni (2002)
- Joker/Mask (2001)
- Star Wars: Clone Wars (2003)
- Star Wars: The Clone Wars (2008)